# Храмовый ансамбль посёлка Лух
Храмовый ансамбль посёлка Лух — комплекс религиозных сооружений, представленный расположенными на главной площади посёлка Воскресенским, Успенским и Троицким приходскими храмами и колокольней, строительство которых происходило в XVII и XVIII веках. Относятся к Лухскому благочинию Кинешемской епархии Русской православной церкви.

## Общее описание
Храмовый ансамбль расположен в центре посёлка городского типа Лух и состоит из трёх церквей: Воскресенской, Успенской и Троицкой. Храмы обрамляют площадное пространство, и благодаря малоэтажной застройке ведущие к центру улицы «каждый раз фиксируют выразительную точку восприятия на соборном комплексе». Ансамбль главной площади возводился на протяжении столетия, однако «безымянные зодчие были едины в его понимании: церкви почти равны по высоте» и объединены архитектурной традицией декора XVII века.

## Церковь Воскресения Христова

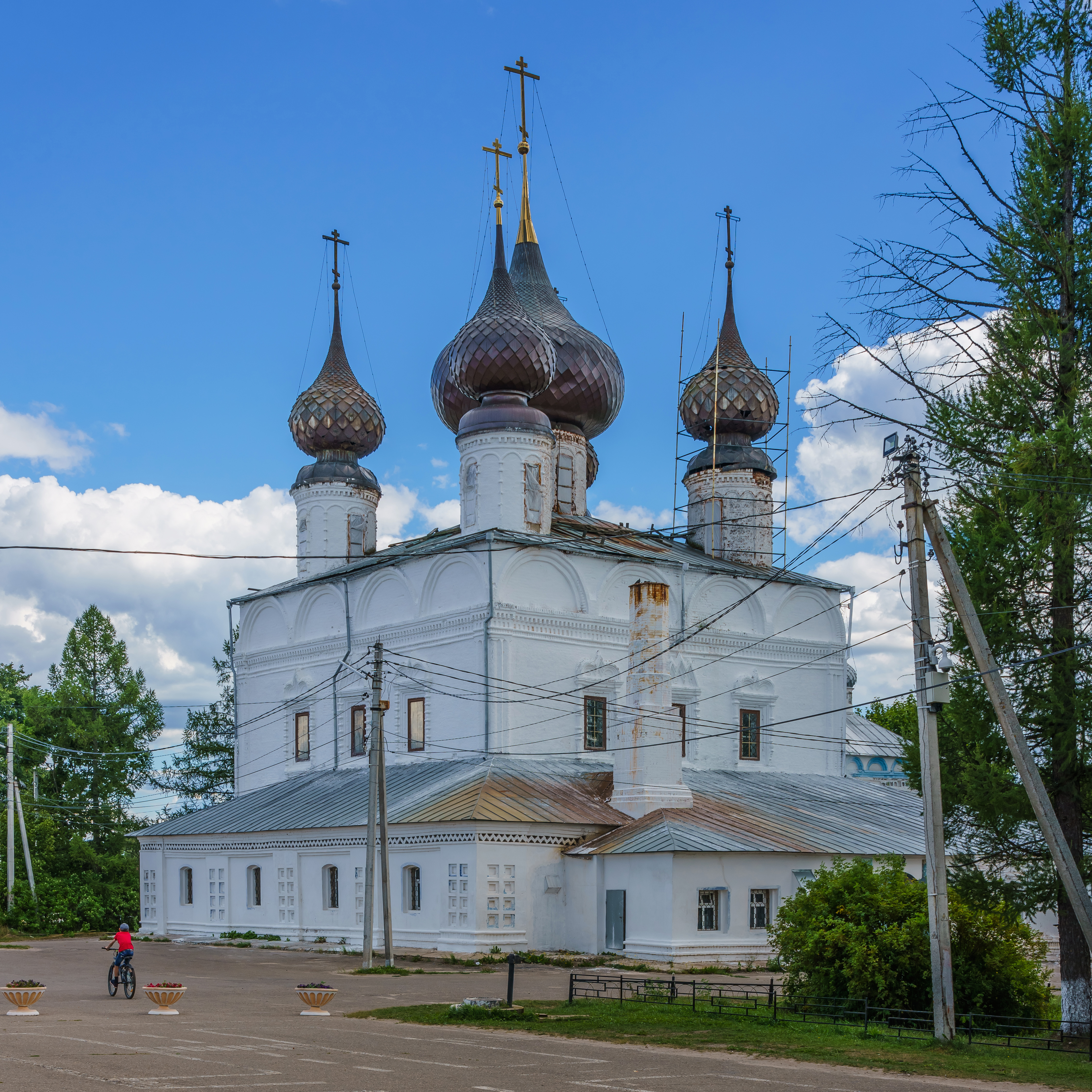
Северный и западный фасады Воскресенской церкви

Церковь Воскресения Христова является самой древней из комплекса, она была построенная на деньги негоцианта М. Ф. Попова в 1680 году. Ввиду своего местоположения она «главенствует в ансамбле, несколько выступая из общего ряда и тем самым разделяя пространство площади на две части». Пропорции и конструктивная система постройки храма характерны скорее для средневековья (трёхнефное внутреннее деление), однако основание в виде двухстолпного четверика — изначально также двусветного — является типичным примером костромского зодчества второй половины XVII века. Большой кирпичный квадратный четверик белого цвета покрыт четырёхскатной кровлей и увенчан пятью крупными главками на высоких световых барабанах. Алтарный придел представлен тремя полукруглыми апсидами, средняя из которых намного массивнее и объёмнее боковых. Вдоль северной и западной стен расположены галерея, крещальня и трапезная, пристроенные в XVIII—XIX веках, вдоль южной — невысокий одноглавый придел конца XVII века.
Наружный декор демонстрирует пестрое узорочье, отвечающее архитектурной тенденции того времени, которая ставила своей целью максимально насытить композицию пластически и орнаментально-декоративно. Устремлённые вверх пучки полуколонок закрепляют углы и поддерживают развитый декоративный карниз с рядами сухариков и поребрика, на который опираются массивные ложные закомары. Фигурные наличники выполнены в виде чередующихся друг с другом кокошников и трезубцев. На барабане южного придела сохранились остатки изразцового фриза с растительно-геометрическими и сюжетными мотивами, аналогичные убранству многих ярославских памятников. Внутри церкви хранится несколько реликвий — Евангелие, два напрестольных креста и кадило — с надписями, свидетельствующими, что храм получил их в дар от своего спонсора.

## Церковь Успения Пресвятой Богородицы
В краеведческой литературе господствует мнение, что появление Успенской и Троицкой соборных церквей датируется 1775 и 1754 годами соответственно. Однако, краевед Л. А. Шлычков указывает, что на гравюре, изображающей Лух в середине XVIII веке, изображены только Воскресенская и Успенская церкви, тогда как Троицкая отсутствует. Успенская соборная церковь, возведена на средства прихожан. Представляет собой кирпичный однокупольный летний храм, ярусная композиция которого, восьмерик на четверике, по архитектурно-планировочному решению относится к постройкам московского барокко. Высокий двусветный и двухъярусный четверик увенчан невысоким восьмериком, который завершается восьмигранным световым барабаном с кровлей пирамидального типа. С западной стороны к храму примыкает низкая удлинённая одноэтажная трапезная, равная по размеру первому уровню храма и потому составляющая с ним единый объём. Восточную часть храма занимает алтарная абсида, имеющая слабо выраженный трёхлепестковый абрис. Цоколь апсиды выделен пояском двух полувалов и рядом поребрика.
Внешнее убранство в основном выполнено в традициях XVII века: пучки полуколонок по углам, сухарики карниза и наличники с трёхлучевым завершением, — многие приёмы в оформлении фасадов были позаимствованы у стоящей неподалеку Воскресенской церкви. Однако в наружной отделке появились и новые элементы — карниз из городков и рустованные лопатки по углам основного восьмерика, а также ступенчатый карниз и треугольные фронтоны на верхнем восьмерике красноречиво свидетельствуют о принадлежности данного памятника к XVIII веку. На своде и стенах восьмерика сохранились остатки клеевой живописи середины XIX века.
В советский период здание было приспособлено под пожарную часть, вследствие чего была утрачена часть наличников, пробиты стены трапезной и апсиды, сняты главы и барабаны на притворе.

## Собор Троицы Живоначальной

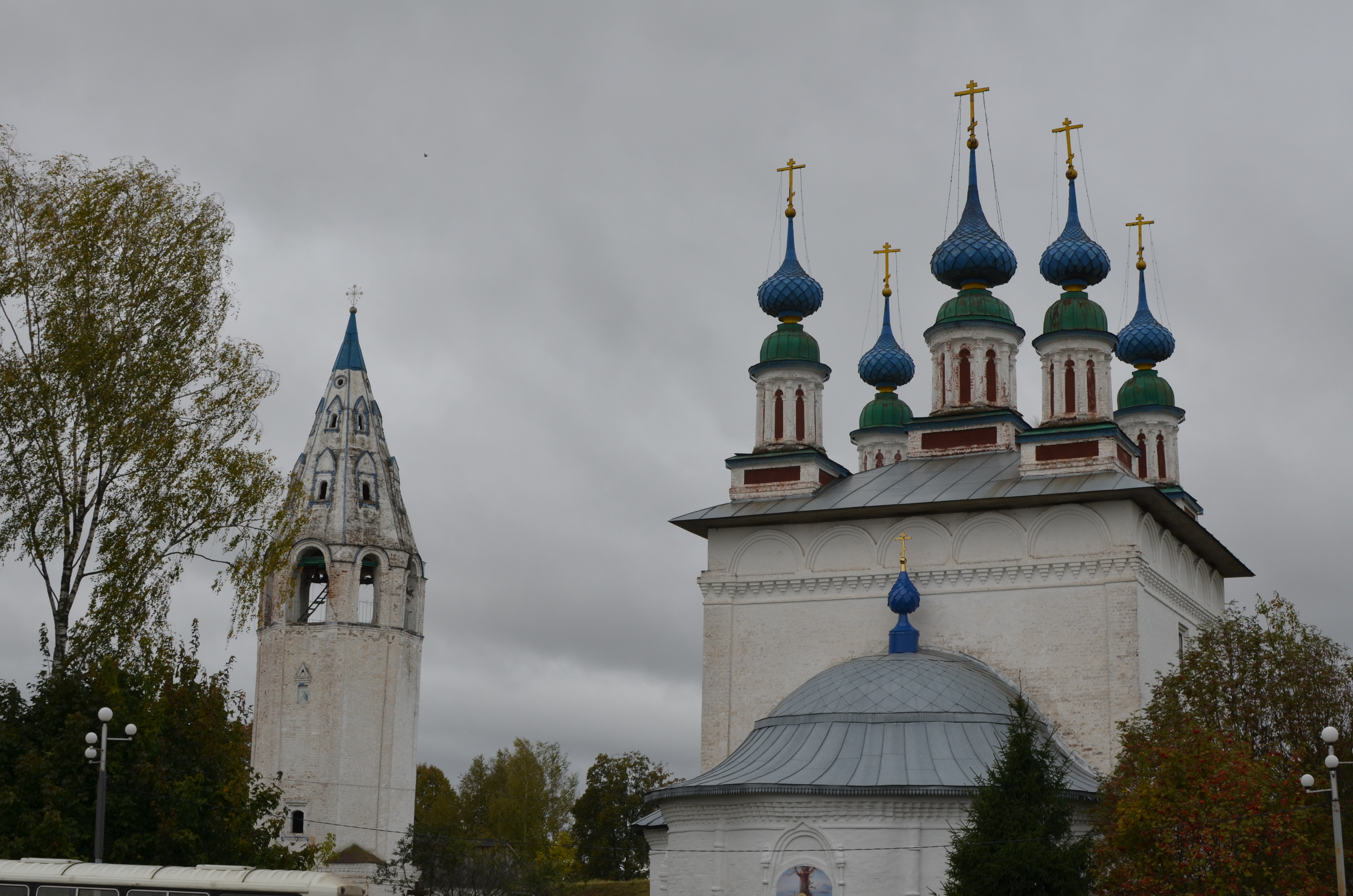
Колокольня и Троицкая церковь

Троицкий собор, построенный в 1775 году, в отличие от соседних церквей относится к иному архитектурному типу, поскольку в основе его объёмной композиции находится высокий бесстолпный четверик, увенчанный пятью куполами. Неширокая паперть, окружающая храм по западной стене, соединена с северным приделом, а с юга к зданию примыкает вытянутая трапезная, выполненная как одностолпная палата. Во внешнем облике памятника явственного читается смешение черт двух архитектурных эпох: XVII века и барокко. Древнерусская архитектура представлена фигурными наличниками, аркартурным поясом, карнизами из поребрика и городков, декоративными закомарами. Барочный стиль отражается в вогнуто-выгнутой кровле над алтарным приделом, в пышном оформления барабанов, поднятых на квадратные постаменты с развитым антаблементом, в форме самих луковичных глав, водружённых на полусферы.
Внутренняя структура храма была перестроена при приспособлении и переоборудовании его под аудитории для местного ПТУ в 1940 году. В начале 1990-х годов Троицкий храм был возвращён Русской православной церкви. В настоящее время памятник отремонтирован на средства прихожан и пожертвования и имеет удовлетворительное состояние.
Между Успенской и Троицкой церквями расположилась шатровая колокольня, точная дата постройки которой не установлена. Вероятно, она появилась одновременно с Успенским собором, на что указывает схожесть в их декоративном оформлении. Колокольня представляет собой высокий восьмигранный объём, покоящийся на массивном приземистом четверике, украшенном поребриком и двойным пояском нишек. Рёбра столпа исполнены закруглёнными лопатками, а грани шатра прорезают три яруса слухов. Внутри восточной стены первого яруса, перекрытого коробовым сводом, устроена каменная лестница, которую сменяет деревянная на уровне восьмерика.